# Trombin activatable fibronolysis inhibitor
Trombin activatable fibrinolysis inhibitor (TAFI) is een eiwit dat een rol speelt in de fibrinolyse. 
TAFI Wordt geproduceerd of vrijgesteld bij hoge trombineconcentraties in het bloed. Het gaat het fibrine zodanig degraderen dat plasmine het fibrine niet meer kan afbreken en de bloedprop dus langer blijft bestaan. Op deze manier houdt het mee de balans van stolling en fibrinolyse in evenwicht.
TAFI zorgt ervoor dat fibrine niet wordt geactiveerd zodat de D-dimeren die de bloedprop bijeen houden niet worden gedegradeerd.